# Alysha Newmanová
Alysha Newmanová (* 29. června 1994 London) je kanadská reprezentantka ve skoku o tyči. Jejím nejlepším osobním výkonem je 482 cm, což je kanadský národní rekord a řadí ji na šestnácté místo historických světových tabulek.
Začínala jako gymnastka, po zranění utrpěném ve třinácti letech se přeorientovala na atletiku (překážkové běhy a skok o tyči). Vystudovala fyziologii na University of Miami.
V roce 2013 se stala tyčkařskou juniorskou mistryní Ameriky. Získala bronzovou medaili na Hrách Commonwealthu v roce 2014. Na Letních olympijských hrách 2016 byla vyřazena v kvalifikaci. Na mistrovství světa v atletice 2017 skončila na sedmém místě a na halovém světovém šampionátu v roce 2018 byla šestá. Vyhrála Hry Commonwealthu v roce 2018 a na Panamerických hrách v roce 2019 získala bronzovou medaili.